# چکاوک بارلو
چکاوک بارلو (نام علمی: Certhilauda barlowi) نام یک گونه از تیره چکاوک است.